# Capital City Go-Go 2019-2020
La stagione 2019-20 dei Capital City Go-Go fu la 2ª nella NBA D-League per la franchigia.
I Capital City Go-Go al momento dell'interruzione della stagione a causa della pandemia da COVID-19, erano secondi nella Southeast Division con un record di 22-21.

## Roster
| N° | Naz.                   | Ruolo | Sportivo           | Anno | Alt. | Peso |
| -- | ---------------------- | ----- | ------------------ | ---- | ---- | ---- |
| 0  | Stati Uniti (bandiera) | G     | London Perrantes   | 1994 | 188  | 86   |
| 1  | Stati Uniti (bandiera) | A     | Admiral Schofield  | 1997 | 198  | 109  |
| 2  | Stati Uniti (bandiera) | GA    | Jalen Hudson       | 1996 | 198  | 87   |
| 4  | Nigeria (bandiera)     | G     | Ike Iroegbu        | 1995 | 188  | 88   |
| 5  | Stati Uniti (bandiera) | G     | Justin Robinson    | 1997 | 188  | 88   |
| 6  | Stati Uniti (bandiera) | G     | Matt Kenyon        | 1998 | 196  | 79   |
| 7  | Stati Uniti (bandiera) | G     | Jamall Gregory     | 1995 | 191  | 92   |
| 8  | Stati Uniti (bandiera) | G     | Phil Booth         | 1995 | 188  | 86   |
| 9  | Stati Uniti (bandiera) | G     | Chris Chiozza      | 1995 | 183  | 79   |
| 10 | Stati Uniti (bandiera) | G     | Jerian Grant       | 1992 | 193  | 90   |
| 10 | Stati Uniti (bandiera) | G     | Tyrrel Tate        | 1992 | 196  | 98   |
| 11 | Stati Uniti (bandiera) | G     | Noah Allen         | 1995 | 201  | 98   |
| 12 | Stati Uniti (bandiera) | G     | Kellen Dunham      | 1993 | 193  | 93   |
| 18 | Lettonia (bandiera)    | C     | Anžejs Pasečņiks   | 1995 | 216  | 104  |
| 19 | Stati Uniti (bandiera) | A     | Johnathan Williams | 1995 | 206  | 103  |
| 20 | Stati Uniti (bandiera) | A     | Mike Cobbins       | 1992 | 203  | 104  |
| 21 | Stati Uniti (bandiera) | A     | Jalen Jones        | 1993 | 201  | 100  |
| 24 | Stati Uniti (bandiera) | G     | Garrison Mathews   | 1996 | 201  | 93   |
| 33 | Canada (bandiera)      | A     | Stefan Janković    | 1993 | 211  | 107  |
|    | Stati Uniti (bandiera) | C     | Asauhn Dixon-Tatum | 1991 | 213  | 107  |
|    | Stati Uniti (bandiera) | G     | Gary Payton        | 1992 | 191  | 86   |

## Staff tecnico
- Allenatore: Ryan Richman
- Vice-allenatori: Dan Tacheny, Phil Goss, David Noel, Jimmy Bradshaw